# Arconçac
Arconsat és un municipi francès situat al departament del Puèi Domat i a la regió d'Alvèrnia-Roine-Alps. L'any 2007 tenia 659 habitants.

## Demografia

### Població
El 2007 la població de fet d'Arconsat era de 659 persones. Hi havia 287 famílies de les quals 82 eren unipersonals (53 homes vivint sols i 29 dones vivint soles), 111 parelles sense fills, 86 parelles amb fills i 8 famílies monoparentals amb fills.
La població ha evolucionat segons el següent gràfic:
Habitants censats

### Habitatges
El 2007 hi havia 428 habitatges, 291 eren l'habitatge principal de la família, 65 eren segones residències i 72 estaven desocupats. 395 eren cases i 33 eren apartaments. Dels 291 habitatges principals, 223 estaven ocupats pels seus propietaris, 56 estaven llogats i ocupats pels llogaters i 11 estaven cedits a títol gratuït; 1 tenia una cambra, 13 en tenien dues, 60 en tenien tres, 87 en tenien quatre i 129 en tenien cinc o més. 200 habitatges disposaven pel capbaix d'una plaça de pàrquing. A 109 habitatges hi havia un automòbil i a 140 n'hi havia dos o més.

### Piràmide de població
La piràmide de població per edats i sexe el 2009 era:
| Homes | Edats   | Dones |
| ----- | ------- | ----- |
| 0     | 95 o +  | 0     |
| 0     | 90 a 94 | 0     |
| 4     | 85 a 89 | 16    |
| 0     | 80 a 84 | 4     |
| 24    | 75 a 79 | 28    |
| 28    | 70 a 74 | 12    |
| 12    | 65 a 69 | 24    |
| 20    | 60 a 64 | 16    |
| 28    | 55 a 59 | 36    |
| 40    | 50 a 54 | 24    |
| 12    | 45 a 49 | 20    |
| 12    | 40 a 44 | 12    |
| 40    | 35 a 39 | 28    |
| 20    | 30 a 34 | 20    |
| 12    | 25 a 29 | 28    |
| 24    | 20 a 24 | 16    |
| 12    | 15 a 19 | 20    |
| 28    | 10 a 14 | 16    |
| 20    | 5 a 9   | 20    |
| 24    | 0 a 4   | 20    |

## Economia
El 2007 la població en edat de treballar era de 415 persones, 305 eren actives i 110 eren inactives. De les 305 persones actives 260 estaven ocupades (145 homes i 115 dones) i 45 estaven aturades (21 homes i 24 dones). De les 110 persones inactives 53 estaven jubilades, 20 estaven estudiant i 37 estaven classificades com a «altres inactius».

### Ingressos
El 2009 a Arconsat hi havia 284 unitats fiscals que integraven 664,5 persones, la mediana anual d'ingressos fiscals per persona era de 15.602 €.

### Activitats econòmiques
Dels 28 establiments que hi havia el 2007, 1 era d'una empresa alimentària, 14 d'empreses de fabricació d'altres productes industrials, 3 d'empreses de construcció, 3 d'empreses de comerç i reparació d'automòbils, 2 d'empreses de transport, 3 d'empreses d'hostatgeria i restauració, 1 d'una empresa financera i 1 d'una empresa classificada com a «altres activitats de serveis».
Dels 4 establiments de servei als particulars que hi havia el 2009, 1 era un paleta, 2 fusteries i 1 restaurant.
L'únic establiment comercial que hi havia el 2009 era una floristeria.
L'any 2000 a Arconsat hi havia 11 explotacions agrícoles que ocupaven un total de 195 hectàrees.

## Equipaments sanitaris i escolars
El 2009 hi havia una escola elemental.

## Poblacions més properes
El següent diagrama mostra les poblacions més properes.